# Wyndham Halswelle

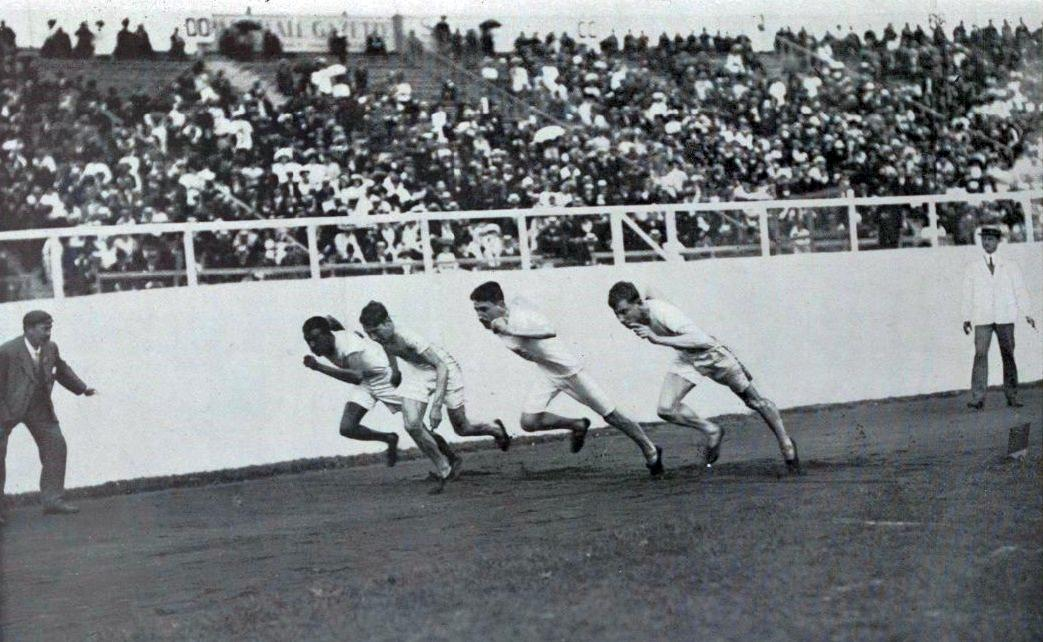
Départ du 400 mètres plats aux JO de Londres 1908.

Wyndham Halswelle, né le 30 mai 1882 à Londres et mort le 31 mars 1915, est un athlète écossais spécialisé dans le 400 m.

## Biographie
Né à Londres de parents écossais, Wyndham Halswelle fait ses études à la Charterhouse School et au Collège militaire royal de Sandhurst, avant de rentrer comme officier dans la Highland Light Infantry.
Il a été décoré par le Scottish Sports Hall of Fame et il reste aujourd'hui le seul athlète britannique à avoir obtenu les médailles d'or, d'argent et de bronze dans des compétitions olympiques individuelles.

## Carrière militaire
Pendant sa carrière militaire, il combat avec son régiment à la seconde guerre des Boers en Afrique du Sud. Quand il en revient, il se consacre entièrement à sa carrière d'athlète, avant de faire ses adieux à la course en 1908. 
Le capitaine Halswelle meurt au combat le 31 mars 1915 pendant la première guerre mondiale, alors qu'il participe à la bataille de Neuve-Chapelle en France. Touché une première fois par balle, il se fait soigner et retourne au combat, mais se fait tuer par le même tireur[réf. nécessaire] peu de temps après.
Il n'a pas été oublié, son régiment, maintenant nommé the Royal Highland Fusiliers, décerne encore à l'heure actuelle le « Wyndham Halswelle Memorial Trophy » au gagnant du 400 m des championnats nationaux juniors.

## Carrière sportive

### Jeux intercalaires
En 1905, il devient le recordman britannique et écossais du 440 yards (402 m).
Par la suite, l'année d'après, il participe à ces jeux pour l'équipe du Royaume-Uni.
Pour cette manifestation, seules 11 nations participent, et c'est la première année où la Commission Olympique Britannique envoie une équipe nationale.
Il y gagne la médaille d'argent aux 400 m et la médaille de bronze aux 800 m.

### Championnats nationaux de 1906
Ces championnats écossais se déroulent au Stade Powderhall à Édimbourg.
Il y remporte les courses du 100 yards (91 m), 220 yards (201 m), 440 yards et 880 yards (805 m) en un après-midi. Par suite d'une blessure à la jambe, l'année 1907 se finit sans nouvelle victoire. 
Mais l'année d'après, complètement remis, il bat le record du monde du 300 yard (274 m) en 31 s 2.

### Controverse des Jeux olympiques
Cette même année, Halswelle participe aux Jeux olympiques de 1908 à Londres, sous le drapeau britannique.
Le capitaine Halswelle est sans le vouloir à l'origine de la mise en place des couloirs pour les courses : en effet, alors que certains pays autorisent de gêner un joueur lors des courses, c'est interdit aux Jeux. Or à Londres, il n'y avait pas de couloirs pour les courses, ce qui fait que les coureurs pouvaient se déplacer où ils voulaient sur la piste.
- les qualifications à la finale du 400 m :

Lors des demi-finales, Halswelle se qualifie sans problème, en réalisant un nouveau record olympique à 48 s 4
- la finale des 400 m :

Lors de la course finale des 400 m, trois Américains concourent contre Wyndham : William Robbins, John Carpenter et John Taylor. Robbins domine la course, Carpenter et Wyndham sont côte à côte en deuxième place. Mais alors qu'ils commencent à dépasser Robbins dans le dernier tour de course, John Carpenter gène Wyndham, courant en diagonale. Le jury décide donc d'annuler la course et de la refaire, et disqualifie Carpenter, qui était arrivé premier.
Pour éviter un autre problème de ce genre, le jury met en place des couloirs pour la deuxième course. Mais les deux autres Américains refusent de courir. En conséquence, Wyndham Halswelle est le seul à participer, il est donc vainqueur par walk-over. En outre, comme c'est la première année où les médailles sont mises en place, il obtient donc une médaille d'or après avoir fait un temps de 50 s.
En plus de la mise en place de couloirs pour les courses du 400 m, cet incident amène à la création de l'IAAF (International Amateur Athletic Federation) en 1912, dans le but d'homogénéiser les règles dans tous les pays.

### Départ
En 1908, lors du Rangers Sports qui se déroule à Glasgow, Halswelle fait ses adieux et arrête complètement de courir.

## Palmarès

### Jeux olympiques
- Jeux intercalaires de 1906 à Athènes (Grèce)[4] :
  -  Médaille d'argent aux 400 m
  -  Médaille de bronze aux 800 m

- Jeux olympiques de 1908 à Londres (Royaume-Uni) :
  -  Médaille d'or sur 400 m[15]

### Championnats nationaux
- Championnats nationaux écossais de 1906 à Édimbourg (Écosse)
  -  Médaille d'or sur 100 yards (91 m)
  -  Médaille d'or sur 220 yards (201 m)
  -  Médaille d'or sur 440 yards (402 m)
  -  Médaille d'or sur 880 yards (805 m)

## Records
- Record écossais de 440 yards en 48 s 4, battu en 1958 par John McIsaac.

- Record britannique du 440 yards en 48 s 4, battu en 1934 par Godfrey Rampling

- Record de 300 yards en 31 s 2, battu en 1961 par Sir Menzies Campbell[16].

- Record olympique du 400 m en 48 s 4, battu en 1912 par Charles Reidpath[17]